# رعاية متكاملة
الرعاية المتكاملة، والمعروفة أيضًا باسم الرعاية الصحية المتكاملة، أو الرعاية المنسقة، أو الرعاية الشاملة، أو الرعاية المتواصلة، أو الرعاية عبر الحدود، هي اتجاه عالمي في إصلاحات الرعاية الصحية والترتيبات التنظيمية الجديدة التي تركز على أشكال أكثر تنسيقًا وتكاملًا لتقديم الرعاية. يمكن اعتبار الرعاية المتكاملة ردًا على مشكلة تشتت تقديم الخدمات الصحية والاجتماعية المعترف بها في العديد من أنظمة الرعاية الصحية.

## المفاهيم المركزية
تميز أدبيات الرعاية المتكاملة بين طرق ودرجات مختلفة للعمل معًا وهناك ثلاث مصطلحات مركزية في هذا الصدد هي الاستقلالية والتنسيق والتكامل. بينما تشير الاستقلالية إلى أحد طرفي السلسلة مع أقل قدر من التعاون، فإن التكامل (دمج الأجزاء في وحدة عمل من خلال خدمات متداخلة) يشير إلى النهاية ذات التعاون والتنسيق الأكثر (علاقة الأجزاء) إلى نقطة بينهما.
يتم أيضًا إجراء تمييز بين التكامل الأفقي (ربط مستويات الرعاية المتشابهة مثل فرق متعددة التخصصات) والتكامل الرأسي (ربط مستويات الرعاية المختلفة مثل الرعاية الأولية والثانوية والثلاثية).
ترتبط استمرارية الرعاية ارتباطًا وثيقًا بالرعاية المتكاملة وتؤكد على منظور المريض من خلال نظام الخدمات الصحية والاجتماعية، مما يوفر دروسًا قيمة لتكامل الأنظمة. غالبًا ما يتم تقسيم استمرارية الرعاية إلى ثلاث مكونات:
•      استمرارية المعلومات (من خلال السجلات المشتركة)
•       استمرارية عبر واجهة الرعاية الثانوية-الأولية (تخطيط الخروج من الرعاية المتخصصة إلى الرعاية العامة)
•      استمرارية المقدم (رؤية نفس المحترف في كل مرة، مع قيمة مضافة إذا كانت هناك علاقة علاجية قائمة على الثقة).
تبدو الرعاية المتكاملة مهمة بشكل خاص لتقديم الخدمات لكبار السن، حيث غالبًا ما يصبح المرضى المسنين مصابين بأمراض مزمنة ومعرضين للأمراض المصاحبة، وبالتالي لديهم حاجة خاصة لرعاية مستمرة.
تدعي خطة NHS طويلة المدى، والعديد من الوثائق الأخرى التي تدعو إلى التكامل، أنها ستؤدي إلى تخفيضات في التكاليف أو الدخول إلى المستشفى بشكل طارئ، ولكن لا توجد أدلة مقنعة لدعم ذلك.

## الرعاية التعاونية
الرعاية التعاونية هي فلسفة رعاية صحية ذات صلة وحركة لها العديد من الأسماء والنماذج والتعريفات التي غالبًا ما تتضمن توفير خدمات الصحة العقلية والصحة السلوكية وإدمان المخدرات في الرعاية الأولية. تشمل المشتقات الشائعة لاسم الرعاية التعاونية الرعاية المتكاملة، وصحة الرعاية السلوكية الأولية، والرعاية الأولية المتكاملة، والرعاية المشتركة.
نشرت وكالة أبحاث الرعاية الصحية والجودة (AHRQ) نظرة عامة على العديد من النماذج المختلفة بالإضافة إلى الأبحاث التي تدعمها. فيما يلي الميزات الرئيسية لنماذج الرعاية التعاونية:
•     دمج أخصائي الصحة العقلية في الإعدادات الطبية للرعاية الأولية
•      تعاون وثيق بين مقدمي الرعاية الصحية العقلية والطبية / التمريضية
•      التركيز على علاج الشخص كله والأسرة بأكملها.
هناك العديد من الجمعيات الوطنية الملتزمة بالرعاية التعاونية مثل جمعية الرعاية الصحية العائلية التعاونية.
على النقيض من دمج الأدوار:
لا يعني التكامل السليم للرعاية دمج الأدوار. لا يزال من غير الاقتصادي جعل الطبيب يعمل كممرضة. علاوة على ذلك، فإن النهج المعاكس محظور تمامًا من قبل مخططات الاعتماد والشهادات. يتم الحفاظ على مزيج الموظفين للأدوار المختلفة لتمكين التكامل المربح في الرعاية.

## امثلة
- تعد وزارة شؤون المحاربين القدامى في الولايات المتحدة أكبر نظام لتقديم الرعاية المتكاملة في الولايات المتحدة.
- يعد Kaiser Permanente وMayo Clinic أكبر نظامين خاصين في الولايات المتحدة.[5]
- من الضروري لتطبيق برنامج الرعاية المتكاملة إطار عمل يوجه العملية. في أيرلندا، تقوم هيئة الخدمات الصحية التنفيذية (HSE) بتنفيذ برنامج رعاية متكامل وفقًا لإطار عمل مكون من 10 خطوات. تم إنشاء هذا الإطار وفقًا لتوصيات منظمة الصحة العالمية.[6]

## شاهد أيضاً
•       إدارة الحالة (توضيح)
•       التمريض الجماعي: تمريض الفريق